# Caymanöarna
Caymanöarna (stavas också Kajmanöarna, på engelska: Cayman Islands) är en ögrupp och ett brittiskt utomeuropeiskt territorium (tidigare kronkoloni) belägen i Karibiska havet, Västindien. 
Caymanöarna består av tre öar, den större Grand Cayman och de mindre Cayman Brac och Little Cayman. Huvudstaden George Town ligger på Grand Cayman.
FN anser området vara ett icke-självstyrande område. Det fungerar idag som ett skatteparadis för rika företag och individer.

## Historia
Den förste europé som upptäckte ögruppen var Christofer Columbus, den 10 maj 1503 under sin ödesdigra fjärde resa till den Nya världen. Han kallade ögruppen Las Tortugas, på grund av den rika förekomsten av sköldpaddor (spanska: tortuga). Det finns inga arkeologiska bevis för att öarna beboddes innan dess.
Den första dokumenterade engelska besökaren var sir Francis Drake som landade där år 1586, och döpte öarna till Caymanöarna efter Neo-Taino-stammens namn för alligator, caiman (jämför med kajman). Den första dokumenterade invånaren på Caymanöarna var Isaac Bodden, som föddes på Grand Cayman runt 1661. Han var barnbarn till den första kolonisten som hette Bodden och som troligen var en av Oliver Cromwells soldater under invasionen av Jamaica år 1655.

## Ekonomi
Ögruppen är känd för sina många företag, som utnyttjar de skatte- och bolagsregler som finns. Detta är en av anledningarna till att ekonomi (som helhet) är bland de bästa i Karibien. Det kinesiska bilmärket Geely Automobile har nu[när?] sitt huvudkontor på Caymanöarna.
Caymanöarna har en valuta, Caymansk dollar sedan 1972. Många av Caymanöarnas urinvånare är urfattiga, trots att landet inte har inkomst-,  kapitalinkomst- eller bolagsskatt. Statens största inkomstkälla är indirekta skatter och tull. Vissa undantag från tullreglerna är barnmat, böcker och kameror.
Som en del av Storbritanniens utomeuropeiska territorier har landet specialiserat sig på finansiella transaktioner. Det har gjort att fonder har etablerat sig på ön och idag (2021) är en av de största ägarna av USA:s statspapper, motsvarande 40 miljoner kronor per invånare. Ön har mer än 600 banker och fler än 100 000 företag. En fondbörs öppnade 1997.  Försök har gjorts med hälsoturism. 
Ön använder i princip bara fossila bränslekällor.

### Handel
Exporten består i huvudsak av juveler, salt och konstverk. Turism är en stor intäktskälla för invånarna. 90 % av alla livsmedel och tillverkade varor måste importeras. Många av de varor som säljs till turister är skattefria.